# Brian Blasi
Brian Rolando Blasi (Monte Vera, Provincia de Santa Fe, Argentina; 8 de febrero de 1996) es un futbolista argentino. Juega como marcador central, aunque también puede desempeñarse como lateral por derecha, y su primer equipo fue Unión de Santa Fe. Actualmente se encuentra en Alvarado de Mar del Plata de la Primera Nacional.

## Trayectoria
Oriundo de Monte Vera, Brian Blasi llegó a Unión de Santa Fe a los 11 años, y realizó todas las inferiores hasta que en 2015, luego del ascenso a Primera División, fue promovido al plantel de Reserva que dirigía Jorge Mauri.
A principios de 2016, el técnico Leonardo Madelón decide convocarlo para realizar su primera pretemporada con el plantel profesional (aunque previamente ya había integrado el banco de suplentes de Primera en una oportunidad), junto con otros cinco juveniles del club. Sin embargo, no tuvo chances y siguió desempeñándose en Reserva, alternando también con el equipo de Liga Santafesina.
Con la llegada de Pablo Marini, finalmente tuvo su debut con la camiseta tatengue: el 20 de mayo de 2017, Blasi fue titular en la derrota de Unión 1-0 ante Arsenal de Sarandí. El 25 de junio de ese mismo año convirtió el primer gol de su carrera, en la derrota 2-1 ante Boca Juniors.
Jugó también en Barracas Central, Central Córdoba de Santiago del Estero, Nacional de Paraguay y Gimnasia y Esgrima La Plata.

## Clubes
- Actualizado al 17 de agosto de 2025

| Club                       | Div.                | Temporada           | Liga  | Liga  | Copa nacional | Copa nacional | Copa internacional | Copa internacional | Total | Total |
| Club                       | Div.                | Temporada           | Part. | Goles | Part.         | Goles         | Part.              | Goles              | Part. | Goles |
| -------------------------- | ------------------- | ------------------- | ----- | ----- | ------------- | ------------- | ------------------ | ------------------ | ----- | ----- |
| Unión Argentina            | 1.ª                 | 2015                | 0     | 0     | -             | -             | -                  | -                  | 0     | 0     |
| Unión Argentina            | 1.ª                 | 2016                | 0     | 0     | -             | -             | -                  | -                  | 0     | 0     |
| Unión Argentina            | 1.ª                 | 2016/17             | 5     | 1     | 1             | 0             | -                  | -                  | 6     | 1     |
| Unión Argentina            | 1.ª                 | 2017/18             | 8     | 0     | 1             | 0             | -                  | -                  | 9     | 0     |
| Unión Argentina            | 1.ª                 | 2018/19             | 3     | 0     | 1             | 0             | 0                  | 0                  | 4     | 0     |
| Unión Argentina            | 1.ª                 | 2019/20             | 14    | 1     | 2             | 0             | 2                  | 0                  | 18    | 1     |
| Unión Argentina            | 1.ª                 | 2020                | -     | -     | 6             | 0             | 4                  | 0                  | 10    | 0     |
| Unión Argentina            | 1.ª                 | 2021                | 8     | 0     | 6             | 0             | -                  | -                  | 14    | 0     |
| Unión Argentina            | 1.ª                 | 2022                | -     | -     | 5             | 0             | 3                  | 0                  | 8     | 0     |
| Unión Argentina            | Total               | Total               | 38    | 2     | 22            | 0             | 9                  | 0                  | 69    | 2     |
| Barracas Central Argentina | 1.ª                 | 2022                | 8     | 0     | 1             | 0             | -                  | -                  | 9     | 0     |
| Barracas Central Argentina | Total               | Total               | 8     | 0     | 1             | 0             | -                  | -                  | 9     | 0     |
| C. Córdoba (SdE) Argentina | 1.ª                 | 2023                | 24    | 0     | 5             | 0             | -                  | -                  | 29    | 0     |
| C. Córdoba (SdE) Argentina | Total               | Total               | 24    | 0     | 5             | 0             | -                  | -                  | 29    | 0     |
| Nacional Paraguay          | 1.ª                 | 2024                | 18    | 1     | 0             | 0             | 12                 | 0                  | 30    | 1     |
| Nacional Paraguay          | Total               | Total               | 18    | 1     | 0             | 0             | 12                 | 0                  | 30    | 1     |
| Gimnasia (LP) Argentina    | 1.ª                 | 2024                | 0     | 0     | 0             | 0             | -                  | -                  | 0     | 0     |
| Gimnasia (LP) Argentina    | Total               | Total               | 0     | 0     | 0             | 0             | -                  | -                  | 0     | 0     |
| Alvarado Argentina         | 2.ª                 | 2025                | 19    | 0     | -             | -             | -                  | -                  | 19    | 0     |
| Alvarado Argentina         | Total               | Total               | 19    | 0     | -             | -             | -                  | -                  | 19    | 0     |
| Total en su carrera        | Total en su carrera | Total en su carrera | 107   | 3     | 28            | 0             | 21                 | 0                  | 156   | 3     |